# Alexianne Castel
Alexianne Castel (* 25. Juli 1990 in Bordeaux) ist eine ehemalige französische Schwimmerin, die bei Weltmeisterschaften auf der 25-Meter-Bahn eine Gold- und eine Bronzemedaille gewann. Bei Europameisterschaften erhielt sie eine Goldmedaille auf der 50 Meter-Bahn sowie einmal Gold und zweimal Silber auf der 25-Meter-Bahn. Bei Mittelmeerspielen erschwamm sie eine Gold- und eine Bronzemedaille.

## Sportliche Karriere
Die 1,82 Meter große Alexianne Castel schwamm für Les Dauphins du TOEC aus Toulouse.
Bei den Kurzbahneuropameisterschaften 2007 in Debrecen belegte Castel den vierten Platz über 200 Meter Rücken, wobei sie über eine Sekunde Rückstand auf die Medaillenränge hatte. Im Jahr darauf bei den Olympischen Spielen in Peking schied Castel über 100 Meter Rücken mit der 23. Vorlaufzeit aus. Über 200 Meter Rücken schwamm sie die 9. Vorlaufzeit und die 13. Halbfinalzeit. Die 4-mal-100-Meter-Lagenstaffel mit Alexianne Castel, Sophie de Ronchi, Aurore Mongel und Alena Popchanka erreichte die elftbeste Vorlaufzeit. Ende 2008 bei den Kurzbahneuropameisterschaften in Rijeka gewann Castel über 200 Meter Rücken die Silbermedaille hinter ihrer Landsfrau Alexandra Putra, wobei Castel nur zwei Hundertstelsekunden vor der Britin Elizabeth Simmonds anschlug.
Bei den Mittelmeerspielen 2009 in Pescara siegte Castel über 100 Meter Rücken. Über 200 Meter Rücken erschwamm sie die Bronzemedaille. Einen Monat später bei den Weltmeisterschaften in Rom schied Castel über 100 Meter Rücken im Halbfinale aus. Über 200 Meter Rücken erreichte sie das A-Finale und belegte den siebten Rang. Ende des Jahres bei den Kurzbahneuropameisterschaften in Istanbul schlug Castel über 100 Meter Rücken als Siebte an. Über 200 Meter Rücken gewann sie mit einer halben Sekunde Vorsprung vor der Deutschen Jenny Mensing. Ein Jahr später erreichte Castel bei den Kurzbahnweltmeisterschaften in Dubai nur über 200 Meter Rücken das Finale. Sie siegte mit 0,34 Sekunden Vorsprung vor Missy Franklin aus den Vereinigten Staaten. 2011 wurde Castel über 200 Meter Rücken Achte der Weltmeisterschaften in Shanghai.
Im Mai 2012 war Debrecen Austragungsort der Europameisterschaften. Über 200 Meter Rücken siegte Castel mit über einer Sekunde Vorsprung vor Jenny Mensing. Über 100 Meter Rücken qualifizierte sich Castel mit der zweitbesten Halbfinalzeit für den Endlauf, zog dann aber zurück. Zwei Monate später bei den Olympischen Spielen in London schwamm Castel über 100 Meter Rücken die 12. Halbfinalzeit. Über 200 Meter Rücken erreichte Castel das Olympiafinale und wurde als drittbeste Europäerin Siebte. Ihre letzte Teilnahme an internationalen Meisterschaften absolvierte Castel im November 2012 bei den Kurzbahneuropameisterschaften in Chartres. Nachdem sie über 100 Meter Rücken als Zehnte im Halbfinale ausgeschieden war, schlug sie im Endlauf über 200 Meter Rücken als Zweite an, hatte allerdings 1,26 Sekunden Rückstand auf die Ukrainerin Daryna Sewina.